# Giovanna Zucca
Giovanna Zucca (Chivasso, 15 agosto 1964) è una scrittrice italiana.

## Biografia
Infermiera prima a Torino e poi a Treviso, dove risiede, nel 2009 si laurea in Filosofia e teoria delle scienze all’Università Ca' Foscari di Venezia con la tesi di Etica narrata Tutti da Vespa. Uno scherzo filosofico.
La tesi diventerà nel 2012 un libro pubblicato da Fazi Editore, Guarda c’è Platone in tv. Come i filosofi antichi ci insegnano a vivere il presente. 
L’esordio avviene però con un’altra opera, il romanzo Mani calde (Fazi Editore, 2011), che si aggiudica nel 2012 il Premio Rhegium Julii - Fortunato Seminara dedicato alle opere prime.
Nel 2013, sempre con Fazi Editore, pubblica il romanzo Una carrozza per Winchester. L'ultimo amore di Jane Austen, che ottiene la menzione speciale al Premio Merck Serono.
Nel 2015 scrive Assassinio all'Ikea. Omicidio fai da te, al quale segue nel 2016 Turno di notte. Lo strano caso del Fatebenesorelle, in cui ricompaiono i personaggi del precedente libro, dal commissario Loperfido all'agente Luana Esposito, fino alle due amiche Erminia e Anna Laura.
È membro attivo del CISE - Centro Interuniversitario di Studi Etici, fondato e diretto dal professor Carmelo Vigna.
Nelle Debili Postille, a cura del professor Paolo Pagani dell’Università Cà Foscari, ha pubblicato un racconto filosofico dal titolo Il priore Gregorio.
Nel 2015 pubblica nella rivista filosofica «La chiave di Sophia» il saggio La medicina tra filosofia e magia.

## Opere
- Mani calde, Roma, Fazi Editore, 2011, ISBN 9788864112749.
- Guarda c’è Platone in tv. Come i filosofi antichi ci insegnano a vivere il presente, Roma, Fazi Editore, 2012, ISBN 9788864115962.
- Una carrozza per Winchester. L'ultimo amore di Jane Austen, Roma, Fazi Editore, 2013, ISBN 9788864119984.
- Assassinio all'Ikea. Omicidio-fai-da-te, Roma, Fazi Editore, 2015, ISBN 9788876257926.
- Turno di notte. Lo strano caso del Fatebenesorelle, Roma, Fazi Editore, 2016, ISBN 9788893250603.
- Noi due, Milano, DeA Planeta, 2018, ISBN 9788851165598.[3]